# 武汉市革命委员会
武汉市革命委员会是文化大革命期间武汉市最高行政机关兼国家权力机关。

## 历史
1968年1月18日，武汉军区临时党委批复空降兵第十五军党委兼武汉警备区呈报的《关于建立武汉市革命委员会的请示报告》，同意成立武汉市革命委员会。20日，市革委会正式成立，全市举行50万人参加的庆祝大会。是湖北省各级党政机构瘫痪后，建立的第一个地级革命委员会:118。
1979年12月16日，撤销武汉市革命委员会，恢复武汉市人民政府、武汉市人民代表大会常务委员会。

## 领导
主任：方铭（1968年1月-1973年1月）、王克文（1973年1月-1974年4月）、刘惠农（1979年2月至1979年12月）。
副主任：
- 张昭剑（空降兵15军副政委兼武汉警备区副政委）1968.1-1973.9
- 张　绪（空降兵15军副军长兼武汉警备区副司令员）1968.10-1974
- 杨春亭（原宜昌市委第一书记）1968.1-1970
- 李长根（原中原机械厂党委书记），1968.1-1970
- 李想玉，1968.2-1970.6
- 吴焱金，1968.2-1976.10
- 孙锡成（武汉市人民武装部部长）1968.9-1976.10
- 伍能光（原武汉市副市长）1968.10-1976.10